# 종이 끼우개

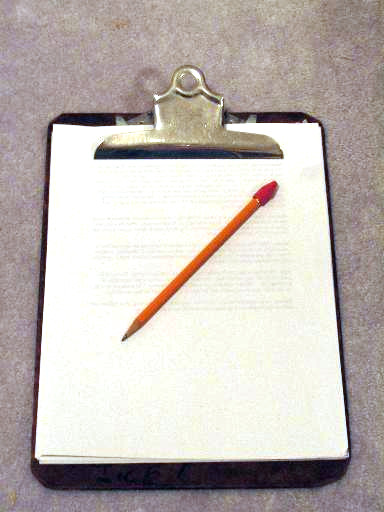
나무로 된 종이 끼우개

종이 끼우개 또는 회람판은 일반적으로 여러 장의 표준 종이를 묶은 종이철보다 약간 더 큰 얇은 판이며 보통 금속으로 이루어진 넓은 클립이 맨 위에 부착되어 있다. 한 손으로 종이철을 굳건하게 지탱하고 다른 한 손으로는 글을 쓰는 데에 이용된다. 종이 끼우개는 기록할 표면을 찾기 쉽지 않은 상황에서 보통 사용된다. 어떠한 상황에서도 무언가를 급히 기록할 수 있다는 장점이 있다.
종이 끼우개는 값비싼 것은 메소나이트나 파티클보드로 이루어져 있다. 여기에 추가되는 물질로는 알루미늄, 철, 아르킬 성분, 회로판 등이 있다.